# Federació Costa-riquenya de Futbol
La Federació Costa-riquenya de Futbol, també coneguda per l'acrònim FEDEFUTBOL (en espanyol: Federación Costarricense de Fútbol), és la institució que regeix el futbol a Costa Rica. Agrupa tots els clubs de futbol del país i es fa càrrec de l'organització de la Lliga costa-riquenya de futbol i la Copa. També és titular de la Selecció de futbol de Costa Rica absoluta i les de les altres categories.
Va ser formada el 1921.
- Afiliació a la FIFA: 1927
- Afiliació a la CONCACAF: 1961[3]